# 圣巴斯弟盎 (雷尼, 罗马)

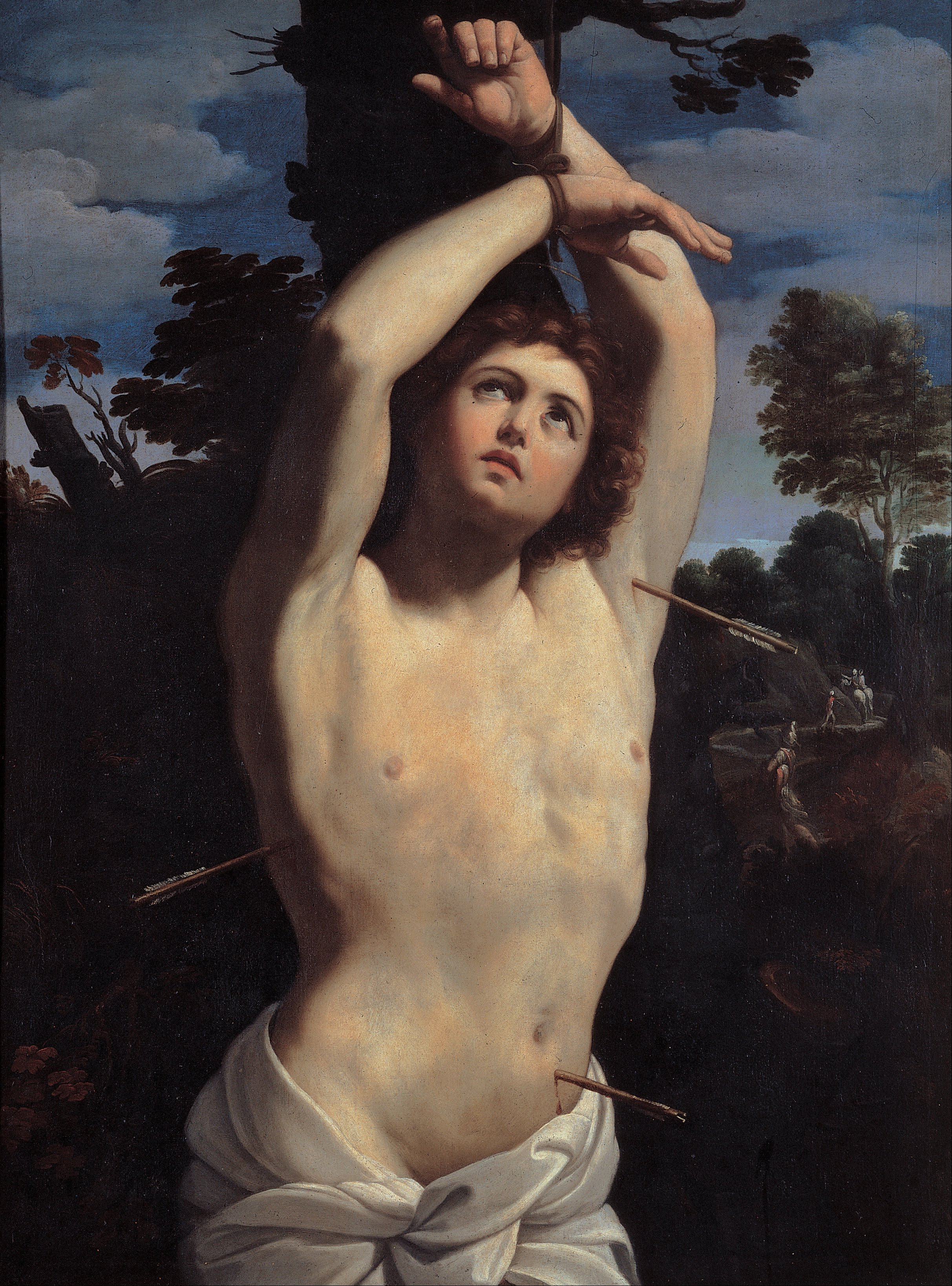

《圣巴斯弟盎》是圭多·雷尼 描绘 圣巴斯弟盎的布面油画之一，绘制于1615 年。现藏于罗马的卡比托利欧博物馆。相似的版本见于热那亚的红宫 （约 1615 年）   以及美国普罗维登斯的罗德岛设计学院博物馆（约.1615 或1630年代）。 

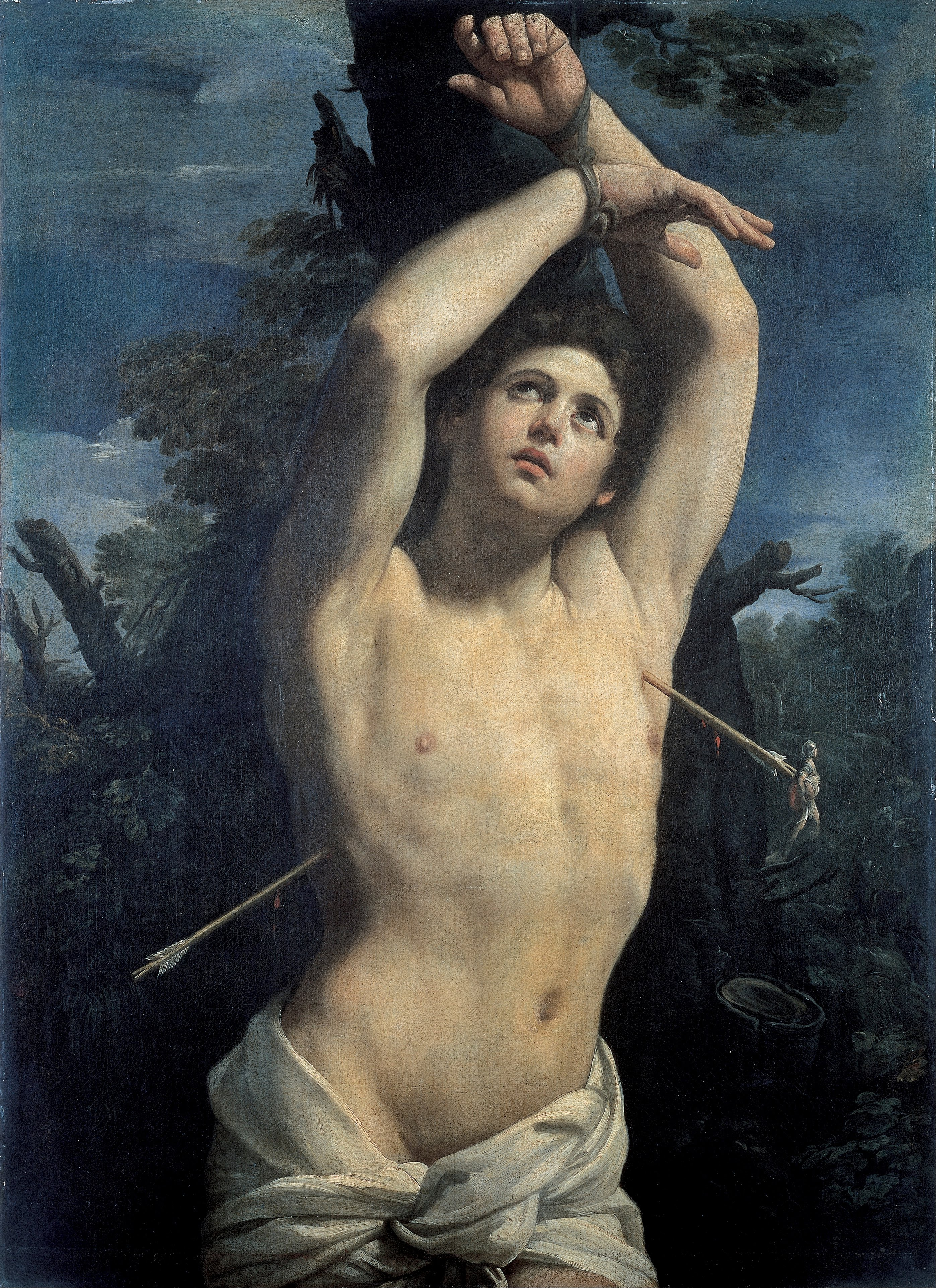
热那亚版本
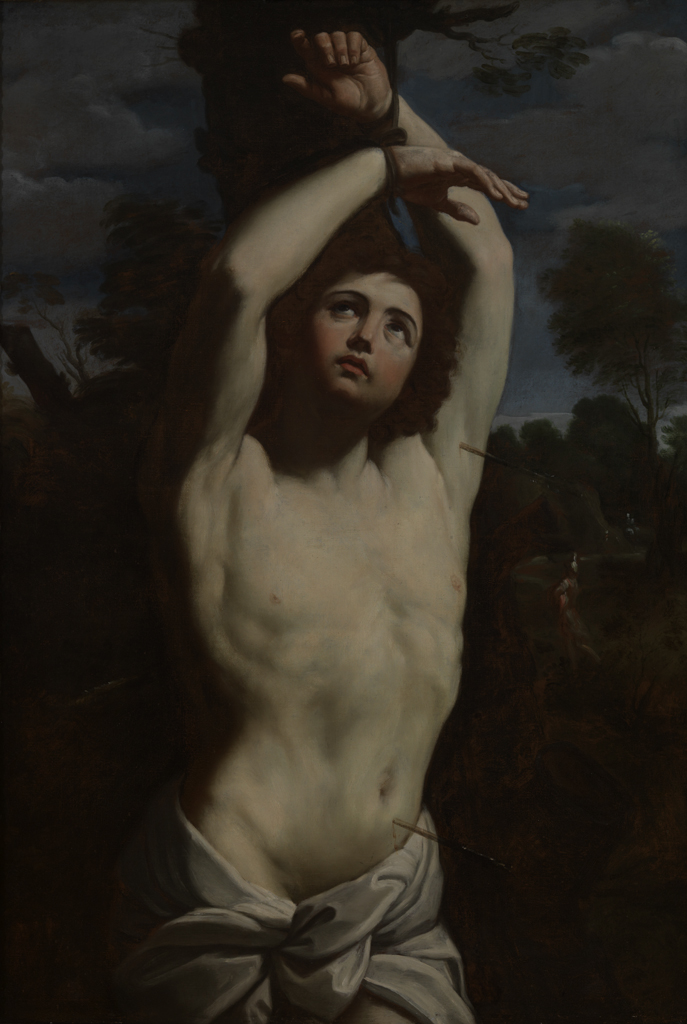
罗德岛版本